# Головін Володимир Олександрович
Володимир Олександрович Головін (28 серпня 1922, місто Москва, тепер Російська Федерація — 27 січня 1989, місто Ташкент, тепер Узбекистан) — радянський діяч органів державної безпеки, голова КДБ Узбецької РСР, генерал-лейтенант (1986). Депутат Верховної ради СРСР 11-го скликання. Кандидат історичних наук.

## Життєпис
Народився в родині службовця. У 1940 році закінчив середню школу № 89 у Москві.
З липня 1940 року служив у Червоній армії, закінчив два курси Вищого військово-морського інженерного училища імені Дзержинського. У серпні 1942 року вступив до Ленінградського військово-інженерного училища імені Жданова.
В органах держбезпеки СРСР з жовтня 1942 року. У лютому 1943 року закінчив курси при Вищій школі НКВС.
У лютому — квітні 1943 року — помічник оперуповноваженого Куп'янського районого відділу УНКВС по Харківській області. У квітні 1943 — лютому 1944 року — помічник оперуповноваженого Балаклійського районого відділу УНКВС по Харківській області. У лютому — травні 1944 року — оперуповноважений Балаклійського районого відділу УНКВС по Харківській області.
З травня по грудень 1944 року — слідчий слідчого відділу, з грудня 1944 по січень 1947 року — оперуповноважений різних відділень 2-го відділу УНКДБ — УМДБ по Харківській області.
Член ВКП(б) з грудня 1944 року.
З січня 1947 року — в центральному апараті МДБ СРСР, працював у 5-му Управлінні МДБ та 4-му Управлінні МВС—КДБ, пройшов шлях від оперуповноваженого до начальника відділення.
У 1953 році заочно закінчив Московський юридичний інститут.
У липні 1955 — червні 1956 року — заступник начальника 5-го відділу 4-го Управління КДБ при РМ СРСР. У червні 1956 — червні 1957 року — заступник начальника 1-го відділу 4-го Управління КДБ при РМ СРСР.
У червні 1957 — листопаді 1960 року — радник апарату старшого радника КДБ при РМ СРСР при МВС Румунської Народної Республіки.
У лютому — квітні 1961 року — старший помічник начальника 8-го відділу Першого головного управління КДБ при РМ СРСР.
У квітні 1961 — серпні 1974 року — в чинному резерві Першого головного управління КДБ при РМ СРСР за посадою старшого помічника начальника відділу.
У серпні 1974 — червні 1975 року — заступник начальника 3-го відділу 5-го Управління КДБ при РМ СРСР.
У липні 1975 — жовтні 1978 року — начальник 3-го відділу 5-го Управління КДБ при РМ СРСР.
У жовтні 1978 — серпні 1983 року — начальник 7-го відділу 5-го Управління КДБ при РМ СРСР.
24 серпня 1983 — 27 січня 1989 року — голова КДБ Узбецької РСР.
Помер 27 січня 1989 року в місті Ташкенті.

## Звання
- молодший лейтенант державної безпеки (1943)
- лейтенант (1945)
- старший лейтенант (1948)
- капітан (1951)
- майор (1954)
- підполковник (1958)
- полковник (1963)
- генерал-майор (26.08.1983)
- генерал-лейтенант (1986)

## Нагороди
- орден Жовтневої Революції (1982)
- орден Червоного Прапора (1985)
- орден Червоної Зірки (1977)
- медаль «За бойові заслуги»
- 14 медалей
- нагрудний знак «Почесний співробітник держбезпеки» (1967)